# Мастер (гурт)
Мастер — радянський і російський рок-гурт, що грає в стилях треш-метал і хеві-метал. Засновники — Алік Грановський, а також Андрій Большаков, який грав у гурті до 1993 року.

## Історія
Гурт започатковано навесні 1986 року після виходу більшості тодішніх учасників зі складу московського хеві-метал гурту Ария. Алік Грановський, Андрій Большаков та Кирило Покровський не знайшли спільної мови з тодішнім директором «Арії», а також вирішили грати важчу музику. Головним ініціатором розколу вважають Большакова, про що згадували кілька учасників тих подій, як Володимир Холстинін тощо. Назву колективу було вигадано тодішнім барабанщиком Молчановим у метрополітені. Музиканти планували грати у стилі треш-метал, але загалом їхнє навернення до цього жанру сталося, скоріше, на рубежі 1980-х та 1990-х років. Початкова творчість більшою мірою вписувалася у жанр спід-метал. Учасники гурту вже мали певне визнання на молодій радянській метал-сцені, крім того, вони переробили кілька вже відомих ще «арійських» пісень свого авторства з минулорічного альбому «С кем ты?» (вийшов самвидавом ). Насамперед, здобула популярність нова версія пісні «Воля и разум». Попервах колектив мав проблеми з вибором вокаліста. Перші два фронтмени гурту не змогли протриматись й по кілька місяців. Через вимоги гурту до жорсткого трешового стилю вокалу та потреби гучно перекрикувати «важкі» електрогітари на живих концертах, вокалісти швидко зривали голос. Зумів прилаштуватися до умов гурту лише третій із них — Михайло Сєришев, який і став голосом колективу на наступні 12 років. Вакантне місце другого гітариста зайняв Сергій Попов. Того ж 1987 року «Майстер» дебютує зі своєю першою платівкою, яка розійшлася тиражем у більш ніж мільйон примірників. Ще за два роки другий альбом перевершив двомільйонну позначку, гурт повноцінно змагався за популярністю з «арійськими» колегами. Одними з перших радянських металістів, музиканти гурту «Мастер» дали концерти у на заході Європи: у Франції та Бельгії. 1989 року гурт підписав контракт з бельгійським лейблом звукозапису й перебазувався до Бельгії. Втім, лейбл збанкротував, перший англомовний альбом гурту, що він був записаний 1991 року — так і не було видано. За цей час, а також і після повернення, стався спад популярності гурту в Росії, а за її межами інтерес до їхньої музики залишився помірним. Не став повертатися з Бельгії Кирило Покровський, вирішив закінчити кар'єру музиканта Большаков, надалі обидва заснували невеличкі студії звукозапису. Надалі почалася тривала серія змін та повернень на місцях барабанщиків та гітаристів. В середині 1990-х музика гурту стала дещо легшою та повільнішою, наближаючись до стилю хеві-метал: популярність трешу падала у світі взагалі. Сєришев виконав роль Ісуса Христа у рок-опері, надалі став співпрацювати з академічною оперою та церковним хором. Він поступово віддалявся від гурту, зокрема, відмовлявся від участі у закордонних турне через зайнятість в інших проєктах. На гастролях у США 1995 року його заміняв Валерій Кіпєлов,  а у Франції 1998 — Артур Беркут. На межі 1999 та 2000 років Сєришев остаточно покинув гурт, його місце зайняв Олексій «Lexx», який продовжив роботу над платівкою, яку було вже розпочато. «Майстер» дав великі ювілейні концерти до 15, 20 та 25-тирічних ювілеїв гурту. Ці концерти було знято на професійне відео, на них виступали й колишні учасники гурту, як Большаков, Сєришев та Попов, а також гості, як Кіпєлов. «Майстер» випустив спільну платівку з проєктом Маргарити Пушкіної «Margenta», кілька музикантів гурту (в тому числі — і колишніх) брали участь і в подальших платівках проєкту. Сєришев та Lexx виконували ролі у метал-опері гурту «Эпидемия» «Эльфийская Рукопись». Єдиним учасником гурту, який виступає в ньому з моменту заснування, є бас-гітарист Алік Грановський.

## Лірика
Основною змістовною лінією пісень гурту є гостросоціальна тематика. Є також фантазійні сюжети, звернення до християнських мотивів, про життя рок-музикантів тощо. У перших творах гурту помітну роль відігравала противоєнна тематика, а на зламі 1980-х та 1990-х: також критика темних сторінок радянської історії. Одним з ключових авторів пісень є поет Олександр Єлін, на ранніх етапах творчості для гурту писала також поетеса Ніна Кокарєва, пізніше - Маргарита Пушкіна. На концертах найчастіше левову частку складають пісні 1980-х років, що є найбільш відомі у їх творчості.

## Склад

### Сучасний склад
- Алік Грановський — бас-гітара
- Олексій Кравченко (Lexx) — вокал
- Леонід Фомін — гітара
- Олександр "Гіпс" Бичков  — ударні

### Колишні учасники
- Олександр Арзамасков
- Георгій Корнеєв
- Михайло Сєришев
- Артур Беркут
- Андрій Большаков
- Сергій Попов
- В'ячеслав Сидоров
- Олексій Страйк
- Ігор Молчанов
- Анатолій Шендеров
- Олег Мілованов
- Олександр Карпухін
- Кирило Покровський

### Сесійні учасники
- Валерій Кіпєлов (1995)

## Дискографія

### Студійні альбоми
- Мастер (1987), «Мелодия».
- С петлёй на шее (1989), «Мелодия».
- Talk of the Devil (1992), «MOROZ Records».
- Maniac Party (1994), «APEX»
- Песни мёртвых (1996), «Flam Records»
- Лабиринт (2000), «CD Land»
- 33 жизни (2004), «Мастер-консультант»
- По ту сторону сна («Мастер»+«Margenta») (2006)
- VIII (2010)
- Мастер времени (2021) [2]

### Концертні альбоми та збірники
- Live I (1995), «Бекар Рекодз»
- Live II (1997), «FLAM-Records»
- Tribute to Harley-Davidson II (2001, спільно з Арією)
- Классика 1987—2002 (2001)
- Акустика (2005)
- XX лет (2008)